# 陳王謨
陳 王謨（ちん おうぼ、1532年3月24日 - 1598年8月27日）は、明代の軍人、功臣の子孫。本貫は廬州府合肥県。

## 生涯
陳圭と張夫人のあいだの子として生まれた。幼くして父に従い、広東に赴いた。1555年（嘉靖34年）、平江伯の爵位を嗣いだ。1556年（嘉靖35年）、僉書後軍都督府事をつとめた。1558年（嘉靖37年）、嘉靖帝に近侍して宿直する禁兵を管轄した。1560年（嘉靖39年）、総兵官となり、両広に出向して駐屯した。張璉が反乱を起こすと、王謨は提督の張臬と合流してこれを鎮圧し、3万人あまりを捕斬した。1562年（嘉靖41年）、論功により太子太保の位を加えられた。1570年（隆慶4年）、神機営を管轄した。淮安に出向して駐屯し、提督漕運総兵をつとめた。1572年（隆慶6年）、総兵官となり、湖広に出向して駐屯した。1573年（万暦元年）、漕運総兵のときに食糧500万の損失を出したことが弾劾され、免官された。1574年（万暦2年）、入朝して前軍府の事務を管掌した。1598年（万暦26年）8月27日、死去した。享年は67。少保の位を追贈された。諡は武靖といった。
子の陳胤兆が後を嗣いだ。